# جکی (فیلم ۱۹۲۱)
جکی (انگلیسی: Jackie) فیلمی در ژانر درام به کارگردانی جان فورد است که در سال ۱۹۲۱ منتشر شد. از بازیگران آن می‌توان به شرلی میسون اشاره کرد.